# Mino canta Reitano
Mino canta Reitano è il primo album discografico del cantante italiano Mino Reitano, pubblicato dall'etichetta discografica Ariston nel 1969.
Il brano Meglio una sera (Piangere da solo) viene presentato dall'artista al Festival di Sanremo 1969 in abbinamento con Claudio Villa, risultando eliminato dopo la prima doppia esecuzione.

## Tracce
Lato A
1. Avevo un cuore (che ti amava tanto) (Alberto Salerno, Franco Reitano, Mino Reitano)
2. Ho giocato a fare il povero (Daiano, Franco Reitano, Mino Reitano)
3. Ricordo il profumo dell'erba (Alberto Salerno, Massimo Salerno)
4. Ave Maria no morro (Martins Herivelto)
5. Non avere nessuno da aspettare (Maurizio Costanzo, Fiorenzo Fiorentini, Franco Reitano, Mino Reitano)
6. Meglio una sera (Piangere da solo) (Nisa, Alberto Salerno, Franco Reitano, Mino Reitano)

Lato B
1. Una chitarra, cento illusioni (Nisa, Franco Reitano, Mino Reitano)
2. Per un uomo solo (Alberto Salerno, Franco Reitano, Mino Reitano)
3. Questo amore (Alberto Salerno, Franco Reitano, Mino Reitano)
4. Prendi fra le mani la testa (Mogol, Lucio Battisti)
5. Aspetta (Reitano, Giuseppe Maniscalco, Franco Reitano, Mino Reitano)
6. Liverpool addio (Reitano, Nisa, Franco Reitano, Mino Reitano)

## Musicisti
- Mino Reitano - voce
- Massimo Salerno - conduttore orchestra, arrangiamenti